# 에르되 페테르
에르되 페테르(헝가리어: Erdő Péter, 1952년 6월 25일 - )는 헝가리의 로마 가톨릭교회 추기경, 신학자, 교회법학자이다. 헝가리 과학 아카데미의 정회원이자 성 이슈트반 과학 아카데미의 회장이다. 1998년부터 2003년까지 파즈마니 페테르 가톨릭 대학교 총장을 역임했다. 1999년부터 2002년까지 세케슈페헤르바르 교구의 보좌주교를 지냈고, 2002년부터 에스테르곰-부다페스트 대교구장을 지내고 있다. 2003년 헝가리 수석 주교가 되었으며, 2005년부터 2015년까지 헝가리 가톨릭 주교회의 의장을 지냈고, 2006년부터 2016년까지 유럽주교평의회 의장을 지냈다.
에르되 추기경은 위로의 성모에 대한 특별한 성모 신심을 가진 인물로 알려져 있으며, 모국어인 헝가리어 외에도 영어, 이탈리아어, 프랑스어, 라틴어에 능통한 인물이다.

## 약력
에르되 페테르의 조상들 중에는 하급 귀족 출신인 세케이인 군인이 있었고, 그래서 세케이인의 상징인 해와 달이 그의 문장에도 들어가 있다. 에르되는 1952년 6월 25일 부다페스트에서 에르되 산도르와 키스 마리아의 6자녀 중 장남으로 태어났다. 1970년 부다페스트의 피아리스타 김나지움을 졸업하고 같은 해에 에스테르곰 대교구 신학교에 입학해 신학생이 되었다. 1년 후 그는 교회 장상들에 의해 부다페스트 신학교로 가서 파즈마니 페테르 가톨릭 대학교에서 신학 공부를 이어갔다. 그는 1975년에 신학 석사학위를, 1976년에 신학 박사학위를 취득했다.
1977년부터 1980년까지 로마에 있는 교황청립 헝가리 대학원 장학생 자격으로 교황청립 라테라노 대학교에서 교회법을 공부했고, 이곳에서의 학업을 마친 후 교회법 박사학위를 취득했다. 1983년에는 부다페스트 가톨릭 신학 아카데미에서 교수 자격증을 취득했다. 1995년부터 1996년까지 캘리포니아 대학교 버클리 캠퍼스에서 연구 장학생으로 있었다. 2003년 10월 10일에는 박사 학위 논문을 발표했다. 2005년부터 2015년까지 파즈마니 페테르 가톨릭 대학교에서 총장으로 재직하였다.
2007년 5월 7일 헝가리 과학 아카데미는 제177차 총회에서 에르되를 상응 정회원으로 선출했다. 국제적으로 저명한 교회법 변호사였던 그는 11월 29일 상응 정회원 선출 기념으로 아카데미 본관 대강당에서 《중세 후기 교회법 소송을 통한 해결》이라는 제목의 강연을 하였다. 이후 2013년에는 헝가리 과학 아카데미의 정회원으로 선출됐다.

## 사제
1975년 6월 18일 에르되는 부다페스트의 아시시의 성 프란치스코 성당에서 레카이 라슬로 추기경에 의해 사제 서품을 받았다. 그 후 그는 1977년까지 도로그에서 본당 사목을 하였다.
1980년부터 1986년까지 에스테르곰 신학대학에서 신학교수를 지냈으며, 2010년에는 그 대학의 총장이 되었다. 1986년부터 1988년까지 그는 교황청립 그레고리오 대학교에서 임시 강사를, 그리고 1988년부터 2002년까지는 초빙 교수로 활동했다. 또한 1988년부터 2002년까지 파즈마니 페테르 신학 아카데미에서 교수 및 학과장으로 재직하였는데, 이 아카데미는 1992년부로 파즈마니 페테르 가톨릭 대학교 신학부로 전환되었다. 1996년부터 1998년까지는 학장을, 1998년부터 2003년까지는 총장을 지냈다. 또한 1996년에 설립된 동 대학교의 교회법 대학원 과정 소장을 2003년까지 역임하였다.
1976년에는 에스테르곰 대교구 법원의 혼인 문제 변호사로 등용되었다가 1980년에는 서기와 판사를, 1994년부터 1995년까지는 에스테르곰 대교구 법원의 부원장을 역임하였다. 1994년부터 1998년까지는 에스테르곰-부다페스트 대교구의 주교 대리를 지냈다. 1986년 헝가리 주교회의 교회법 위원회 사무총장으로 임명되었다. 1990년에는 몬시뇰 직함으로서 교황 명예 고위사제 칭호를 받았고, 1994년에는 교회 서기관 칭호를 받았다.

## 주교
1999년 11월 6일 교황 요한 바오로 2세는 에르되를 세케슈페헤르바르 교구의 보좌주교 및 푸피의 명의 주교로 임명했고, 2000년 1월 6일 바티칸 성 베드로 대성전에서 그를 주교로 서품했다. 에르되는 2002년 12월 7일 에스테르곰-부다페스트 대교구장에 임명되었고, 2003년 1월 11일에 착좌하였다.

## 추기경
2003년 9월 28일 에르되의 추기경 서임 발표가 나왔고, 2003년 10월 21일 요한 바오로 2세에 의해 산타 발비나 성당의 사제급 추기경에 서임되었다.
에르되는 2005년 9월 5년 임기의 헝가리 가톨릭 주교회의 의장으로 선출되었고, 2006년 10월에는 5년 임기의 유럽주교평의회 의장으로 선출되었다. 2009년 1월 17일 그는 교황 베네딕토 16세에 의해 교황청 문화평의회 위원으로 임명되었고, 2011년 1월 29일에는 교황청 국무원 위원에 임명되었다.
2023년 3월 그의 명의본당인 산타 발비나 성당이 심각한 노후화로 폐쇄되면서 산타 마리아 누오바 성당으로 명의본당이 이전되었다.